# Curtil-Saint-Seine
Curtil-Saint-Seine – miejscowość i gmina we Francji, w regionie Burgundia-Franche-Comté, w departamencie Côte-d’Or.
Według danych na rok 1990 gminę zamieszkiwało 90 osób, a gęstość zaludnienia wynosiła 7 osób/km² (wśród 2044 gmin Burgundii Curtil-Saint-Seine plasuje się na 820. miejscu pod względem liczby ludności, natomiast pod względem powierzchni na miejscu 753.).